# ユメカサゴ属
ユメカサゴ属（学名：Helicolenus）とは、スズキ目メバル科の属の一つ。インド洋から大西洋、太平洋にかけて分布する。
日本では近海に生息するオキカサゴやユメカサゴが食用にされる。水深130 - 980メートルの砂泥地におり、海底でじっとしている様子が、眼を開けたまま夢を見て寝ているようであることから、この和名がついたという説がある。

## 分類と名称
1896年にアメリカの魚類学者であるジョージ・ブラウン・グードとタールトン・ホフマン・ビーンによって設立され、ジュネーブの医師、博物学者、化学者、植物学者、魚類学者であるFrançois-Étienne de La Rocheが1809年に記載した Scorpaena dactyloptera を基準種とした。属名は「helikos (湾曲した)」と「oleni (肘または腕)」を組み合わせたものだが、おそらく「helikos」は「hadros (強い)」の誤りであり、頑強な胸鰭を示していると考えられる。

## 下位分類
2025年時点で、ユメカサゴ属には以下の9種が知られている。
- オキカサゴ Helicolenus avius T. Abe & Eschmeyer, 1972
- Helicolenus barathri (Hector, 1875) (Bigeye sea perch)
- Helicolenus dactylopterus (Delaroche, 1809) (Blackbelly rosefish)
- ニセオキカサゴ Helicolenus fedorovi Barsukov, 1973
- ユメカサゴ Helicolenus hilgendorfii (Döderlein, 1984) (Hilgendorf's saucord)
- ラプラタユメカサゴ Helicolenus lahillei Norman, 1937
- パタゴニアユメカサゴ Helicolenus lengerichi Norman, 1937
- Helicolenus mouchezi (Sauvage, 1875)
- ミナミユメカサゴ Helicolenus percoides (J. Richardson & Solander, 1842) (Red gurnard perch)

## 形態
頭部と口は大きく、頭部には棘状の隆起部を持つ。前鰓蓋の後縁と下縁には5本の棘があり、鰓蓋の後部近くには2本の目立つ棘がある。背鰭は11 - 13本の頑丈な棘と、10 - 14本の軟条から成る。標準体長はニセオキカサゴとユメカサゴの27センチメートルから、H. dactylopterus の50センチメートルまでと様々である。

## 分布と生態
太平洋と大西洋に分布し、深海魚かつ底魚である。卵胎生であり、体内受精を行う。頭足類、棘皮動物、甲殻類、魚類を捕食する。寿命は最長42年である。

## 人との関わり
オーストラリア南部など、一部の地域では商業漁業において重要な種である。